# John McLeay Jr.

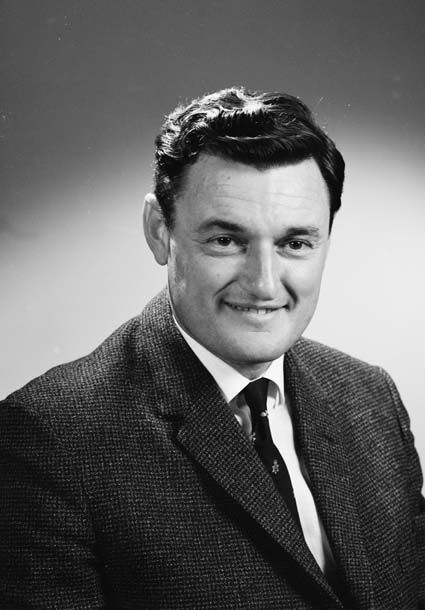
John McLeay, Jr. (1967)

John Elden McLeay, Jr. (* 22. März 1922 in Adelaide; † 26. Dezember 2000) war ein australischer Politiker der Liberal Party of Australia (LP) und Diplomat, der unter anderem zwischen 1966 und 1981 Mitglied des Repräsentantenhauses sowie mehrmals Minister war. Darüber hinaus fungierte er von 1981 bis 1984 als Generalkonsul in Los Angeles.

## Leben
John Elden McLeay, Jr., war der Sohn des Politikers John McLeay Sr., der zwischen 1949 und 1966 ebenfalls Mitglied sowie von 1956 bis 1966 Sprecher des Repräsentantenhauses war. Sein Onkel George McLeay war 17 Jahre lang Mitglied des Senats sowie mehrmals Minister. Er selbst absolvierte seine schulische Ausbildung am Scotch College in Adelaide. Er trat im Zweiten Weltkrieg 1941 in die Australian Imperial Force (2nd AIF) ein und diente zwischen 1942 und 1943 als Schütze in Neuguinea. Nach Kriegsende begann er seine politische Laufbahn für die Liberal Party of Australia (LP) in der Kommunalpolitik und war zwischen 1949 und 1970 Mitglied des Stadtrates von Unley City sowie von 1961 bis 1963 Bürgermeister dieser Stadt.
Nachdem sein Vater John McLeay Sr. sein Mandat im Repräsentantenhaus niedergelegt hatte, wurde John McLeay Jr. als dessen Nachfolger am 26. November 1966 für die Liberale Partei in dem in South Australia liegenden Wahlkreis Boothby erstmals zum Mitglied des Repräsentantenhauses gewählt und gehörte diesem fünfzehn Jahre lang bis zum 22. Januar 1981 an. In der Regierung McMahon übernahm er am 20. August 1971 als Assistierender Minister für Luftfahrt (Minister Assisting the Minister for Civil Aviation) sein erstes Regierungsamt und bekleidete dieses bis zum 5. Dezember 1972, nachdem die Koalition aus Liberal Party und Country Party zuvor bei den Wahlen vom 2. Dezember 1972 eine Niederlage gegen die Australian Labor Party (ALP) erlitten hatte. 
Bei der Parlamentswahl am 13. Dezember 1975 erlitt die Australian Labor Party (ALP) eine klare Niederlage. Die Liberal Party erhielt 68 der 127 Sitze, die National Country Party NCP 22 und Labor 36. Im Senat stellten Labor und die LP je 27 der 60 Senatoren, die NCP errang 7 Mandate. In der anschließend gebildeten Regierung Fraser II, einer Koalition aus LP und NCP, fungierte McLeay zwischen dem 22. Dezember 1975 und dem 20. Dezember 1977 als Bauminister (Minister for Construction) und war zugleich in Personalunion auch Assistierender Minister im Verteidigungsministerium (Minister Assisting the Minister for Defence). In der darauf folgenden Regierung Fraser III blieb er vom 20. Dezember 1977 bis 5. Dezember 1978 zunächst weiterhin Bauminister und übernahm nach einer Kabinettsumbildung zwischen dem 5. Dezember 1978 und dem 3. November 1980 den Posten als Minister für administrative Dienstleistungen (Minister for Administrative Services). Zusätzlich fungierte er vom 20. Dezember 1977 bis 3. November 1980 auch weiterhin als Assistierender Minister im Verteidigungsministerium. In die am 3. November 1980 gebildete Regierung Fraser IV wurde er nicht mehr berufen und schied am 22. Januar 1981 aus dem Repräsentantenhaus aus.
John McLeay, der bekannt war für seine Verteidigung der Apartheid-Regierungen in Südafrika und Rhodesien, löste im April 1981 Peter Barbour als Generalkonsul in Los Angeles ab und verblieb auf diesem Posten bis zu seiner Ablösung durch Basil Teasey im Februar 1984.